# Umberto Lenzi
Umberto Lenzi (Massa Marittima, Italia; 6 de agosto de 1931-Ostia, Roma; 19 de octubre de 2017) fue un director de cine Italiano que participó principalmente en filmes de bajo presupuesto del género poliziottesco y está considerado uno de los grandes directores del exploitation de todos los tiempos.
Con la película Il Paese del Sesso Selvaggio (1972, Hombre del río profundo), Lenzi dio impulso al género italiano de selva y caníbales, ofreciendo un impactante cóctel de lugares exóticos, chocantes imágenes de ritos primitivos, nudismo, sadismo y gore. Fue el director del controvertido filme Cannibal Ferox (1981), así como también de la adaptación cinematográfica de la historieta italiana Kriminal (1966). Sus películas son odiadas principalmente por la extrema violencia y crueldad que tienen con los animales, al menos tres de ellas.
Falleció el 19 de octubre de 2017 en Ostia, Roma, a los 86 años de edad.

## Filmografía
- Caterina di Russia/Catalina de Rusia (1962)
- Duello nella Sila (1962)
- L'invincibile cavaliere mascherato/El caballero enmascarado (1962)
- Il trionfo di Robin Hood/(El triunfo de Robin Hood (1963)
- Sandokan, la tigre di Mompracem/Sandokan (1963)
- Zorro contra Maciste/El Zorro contra Maciste (1963)
- I pirati della Malesia/Los piratas de la Malasia (1964)
- Sandok, il Maciste della giungla/Fugitivos en la jungla (1964)
- Superseven chiama Cairo/Supersiete llama al Cairo (1965)
- I tre sergenti del Bengala/Tres sargentos bengalíes (1965)
- A008 operazione sterminio/Operación exterminio (1965)
- La montagna di luce/El diamante más grande del mundo) (1965)
- L'ultimo gladiatore (1965)
- Kriminal/La máscara de Kriminal (1966)
- Le spie amano i fiori/Gran Dragón, espía invisible (1966)
- Attentado ai tre grandi (1967)
- Una pistola per cento bare/El sabor del odio (1968)
- Così dolce, così perversa (1969)
- Orgasmo (1969)
- Un milione di dollari per sette assassini/Un millón de dólares por siete asesinos (1969)
- La legione dei dannati/La brigada de los condenados (1969)
- Tutto per tutto/La hora del coraje (1969)
- Paranoia/Una droga llamada Helen (1970)
- Un posto ideale per uccidere/Un lugar ideal para matar (1971)
- Sette orchidee macchiate di rosso (1971)
- Il Paese del sesso selvaggio/En el país del sexo salvaje (1972)
- Milano rovente/Los clubs de la "dolce vita" (1972)
- Il coltello di ghiaccio/Detrás del silencio (1972)
- Milano odia: la polizia non può sparare (1974)
- Spasmo (1974)
- Gatti rossi in un labirinto di vetro / El ojo en la oscuridad (1975)
- L'uomo della estrada fa giustizia/Con la ley y con el hampa (1975)
- Il giustiziere sfida la città/Desafío a la ciudad (1975)
- Roma a mano armata/Roma a mano armada (1976)
- Il trucido e lo sbirro (1976)
- La banda del Gobbo (1977)
- Il cinico, l'infame, il violento (1977)
- Il grande attacco/Los jóvenes leones (1978)
- Contro 4 bandiere/De Dunkerque a la victoria (1979)
- De Corleone a Brooklyn (1979)
- Incubo sulla città contaminata (La invasión de los zombies atómicos,  1980)
- Mangiati vivi (1980)
- Cannibal Ferox (1981)
- Rambo sfida la citta (1982)
- La guerra del ferro - Ironmaster (1982)
- La casa 3 - Ghosthouse (1988)
- Demoni 3 (1991)